# Belloliva
Belloliva is een geslacht van weekdieren uit de klasse van de Gastropoda (slakken).

## Soorten
- Belloliva alaos Kantor & Bouchet, 2007
- Belloliva apoma Kantor & Bouchet, 2007
- † Belloliva canaliculata Darragh, 2017
- Belloliva dorcas Kantor & Bouchet, 2007
- Belloliva ellenae Kantor & Bouchet, 2007
- Belloliva exquisita (Angas, 1871)
- Belloliva iota Kantor & Bouchet, 2007
- Belloliva leucozona (A. Adams & Angas, 1864)
- Belloliva obeon Kantor & Bouchet, 2007
- Belloliva triticea (Duclos, 1835)
- Belloliva tubulata (Dall, 1889)

### Synoniemen
- Belloliva brazieri (Angas, 1877) => Belloliva leucozona (A. Adams & Angas, 1864)
- Belloliva simplex (Pease, 1868) => Janaoliva simplex (Pease, 1868) => Olivellopsis simplex (Pease, 1868)